# Sinus transversus

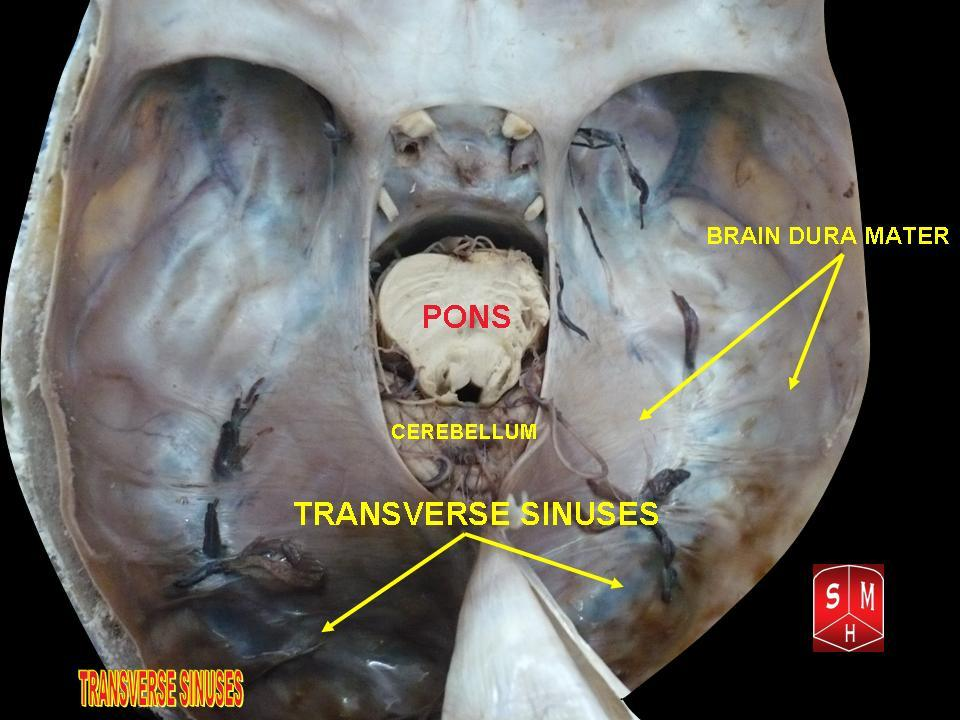
Sinus transversus

Der Sinus transversus ist paariger venösen Blutleiter des Gehirns (Sinus durae matris). Er liegt beiderseits zwischen zwei Blättern der harten Hirnhaut (Dura mater) am Ansatz des Kleinhirnzelts bis zur Felsenbeinpyramide. Den Sinus durae matris fehlt eine für Venenwände typische Muskelschicht. Der Blutabfluss erfolgt jeweils über den Sinus sigmoideus in die Vena jugularis interna. Der Sinus transversus weist gelegentlich  anatomische Abweichungen auf. Er kann asymmetrisch oder nur einseitig angelegt sein.
Die Sinus-transversus-Thrombose (Blutgerinnsel) ist ein thrombotischer Verschluss des venösen Sinus transversus mit potentieller Stauungsblutung ins Hirnparenchym. Die Sinusthrombosen sind eine relativ seltene, aber gefürchtete Ursache von Infarkten (Schlaganfällen) des Gehirns. Sie sind für 1 % aller Schlaganfälle verantwortlich.